# John Anthony Edwards Hirst
John Anthony Edwards Hirst, britanski general, * 1898, † 1972.